# Małgorzata Michalska
Małgorzata Michalska (...) è un'ex sciatrice alpina polacca.

## Biografia
Małgorzata Michalska agli Europei juniores di Gällivare 1976 vinse la medaglia di bronzo nello slalom speciale; non prese parte a rassegne olimpiche e non ottenne piazzamenti in Coppa del Mondo o ai Campionati mondiali.

## Palmarès

### Europei juniores
- 1 medaglia[1]:
  - 1 bronzo (slalom speciale a Gällivare 1976)